# Madhuca longifolia
Espèce
Synonymes
Bassia longifolia L.
Classification phylogénétique
Madhuca longifolia L. est une espèce de plantes à fleurs de la famille des Sapotaceae. C'est un arbre à croissance rapide d'environ 20 mètres de haut, à feuilles persistantes ou semi-persistantes, originaire d'Inde et adapté aux milieux arides.

## Description
Il est cultivé en climat chaud pour ses graines oléagineuses, ses fleurs et son bois. Rendement : 20 à 200 kg de graines par arbre, en fonction de sa maturité. Cette huile (solide à température ambiante, beurre) est utilisée pour les soins de la peau, pour fabriquer du savon ou des détergents, ou des bougies, ainsi que dans l'alimentation (assaisonnement des mets, ou remplacement des céréales). Elle peut aussi être utilisée en tant qu'huile végétale carburant. Les tourteaux obtenus après extraction de l'huile constituent de très bons fertilisants.

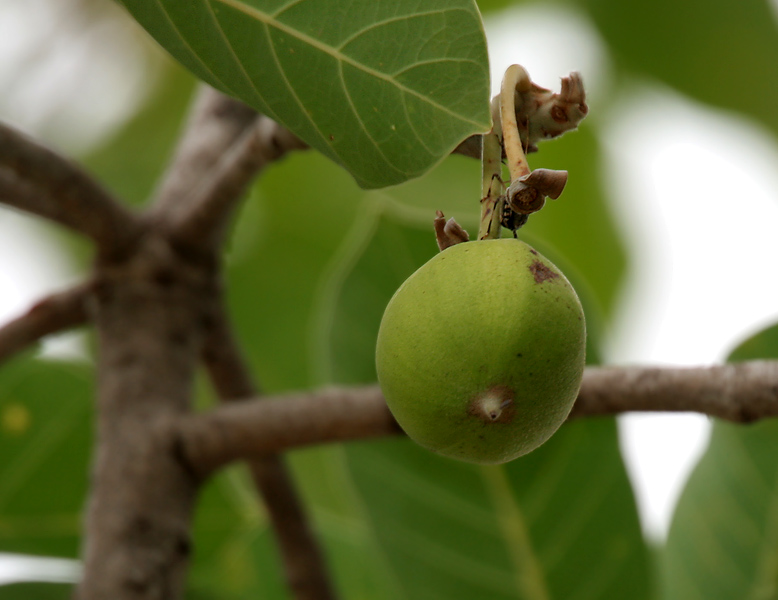

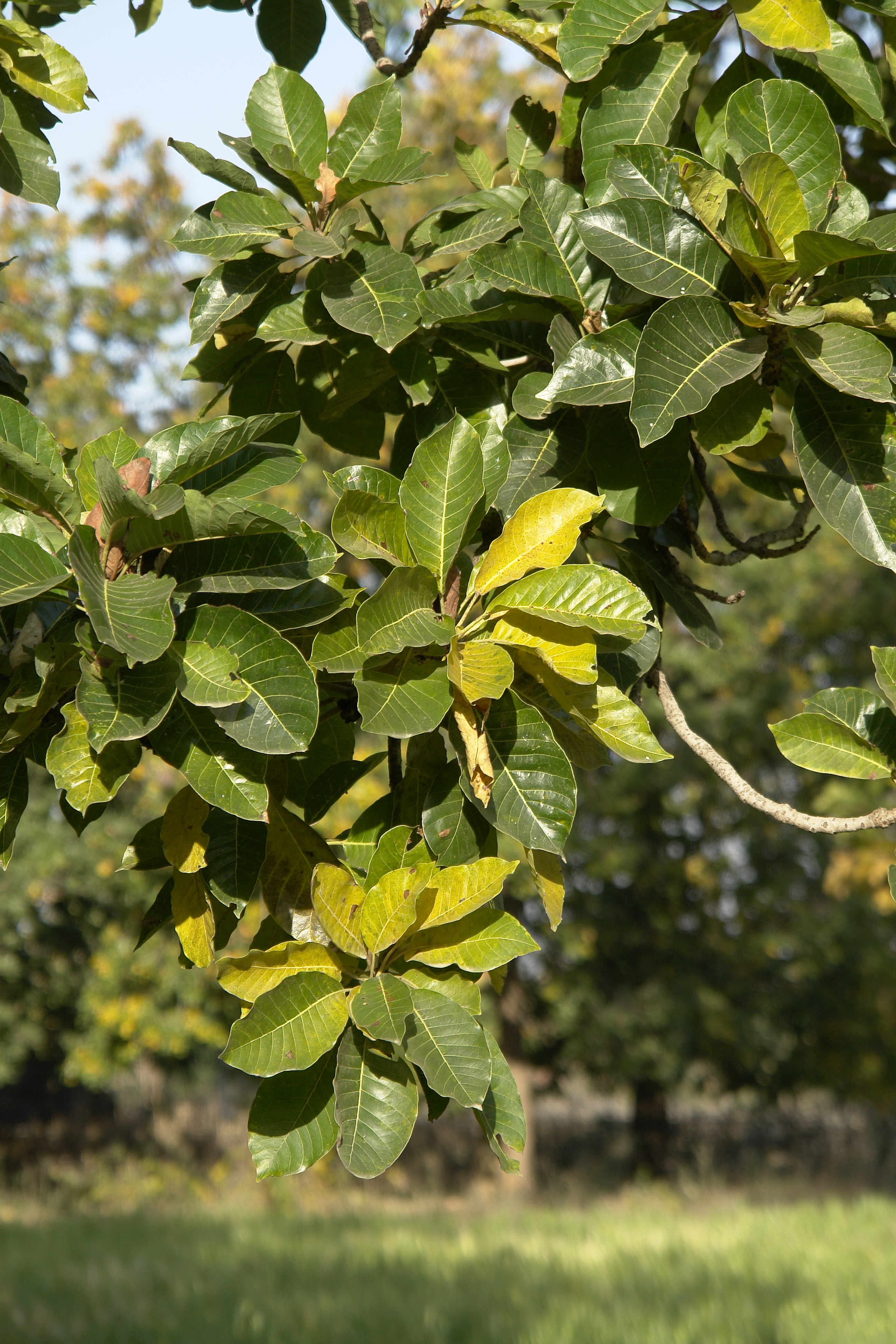
Feuilles de mahwa (Madhuca longifolia), district d'Umaria, Madhya Pradesh.

Les fleurs sont utilisées pour produire une boisson alcoolisée en Inde tropicale. Plusieurs parties de l'arbre sont utilisées pour leurs propriétés médicinales : les feuilles et le latex (Madhuka-sara) constituent un remède contre les rhumatismes, la décoction d'écorce soigne la gratelle  (démangeaisons) et est astringente. La corolle bouillie est comestible, soigne la bile, après distillation devient un alcool (Madhu Madhawi ou Madhvasava), et donne un corps gras, le beurre d'Illipe (Phulwara ou Phulwa). Ses essences entrent dans la composition du bakha, composé d'herbes et de racines, interdit par le gouvernement indien.
Dans de nombreux villages de l'Inde, l'économie locale repose sur la production du Madhuca et la récolte.
Il sert de monnaie d'échange à toute denrée, et même de dot.
Cette importance économique est attestée par les textes sanskrits (Veda, Ayurveda).

## Propriété de l'huile deMadhuca longifolia(mahua)
- Indice de réfraction : 1.452
- Valeur de saponification : 187-197
- Iodine vale : 55-70
- Matière insaponifiable :% 13
- Composition en acides gras (acide, %) : Palmitique (c16:0) : 24.5 - Stéarique (c18:0) : 22.7 - Oléique (c18:1) : 37.0 - Lionoléique (c18:2) : 14.3

## Autres noms de l'arbre
- sanskrit मधुक - madhuka ou मधूक - madhūka, dérivé de मधु - madhu, "hydromel, miel".
- Autres noms scientifiques :  Bassia longifolia L., Bassia latifolia Roxb., Madhuca indica J. F. Gmel., Madhuca latifolia (Roxb.) J.F.Macbr., Bassia longifolia L., Illipe latifolia (Roxb.) F.Muell., Illipe malabrorum (Engl.)
- Variétés :
  - Madhuca longifolia var. latifolia (Roxb.) A.Chev. (=Bassia latifolia (Roxb))
  - Madhuca longifolia var. longifolia
  -  Madhuca butyracea
  - Madhuca nerifolia
  - Madhuca bourdillonii
- Noms vernaculaires : Monde francophone : Illipe, Arbre à beurre, Bassie, Madhuca - Monde anglophone : honey tree, butter tree - Inde : moha,महुआ - mahuā, madhuca, illuppai, kuligam, madurgam, mavagam, nattiluppai, tittinam, mahwa, mahua, mowa, moa, mowrah - Sri Lanka : mi, illuppai, kulilgam, maduragam, mavagam, nattiluppai, tittinam, Perse :  darakht-i-gul-chakan
- Mahuvaa indhi ंअह्उव्आ

## Autres espèces oléifères des zones arides intéressantes
- Cleome viscosa (Cléome)
- Pongamia pinnata (Karan)
- Moringa oleifera (Saijan)
- Jatropha curcas (Pourghère)